# 埃氏長頜鮃
埃氏長頜鮃為輻鰭魚綱鰈形目鰈亞目鮃科的其中一種，為深海魚類，分布於西印度洋Saya de Malha Bank海域，棲息深度250-255公尺，棲息在底層水域，生活習性不明。

## 扩展阅读
維基物種上的相關：埃氏長頜鮃